# Zsigmond Kisfaludi Strobl

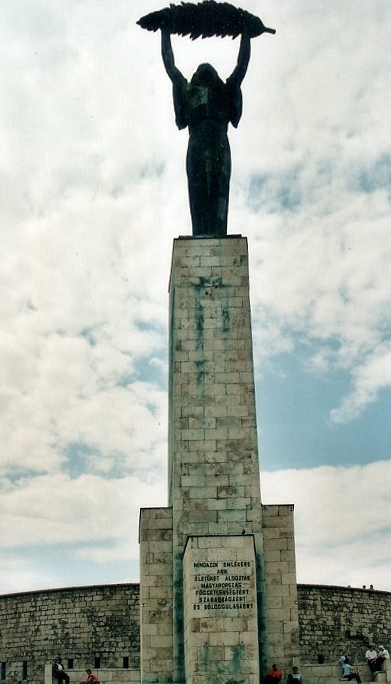
Freiheitsdenkmal

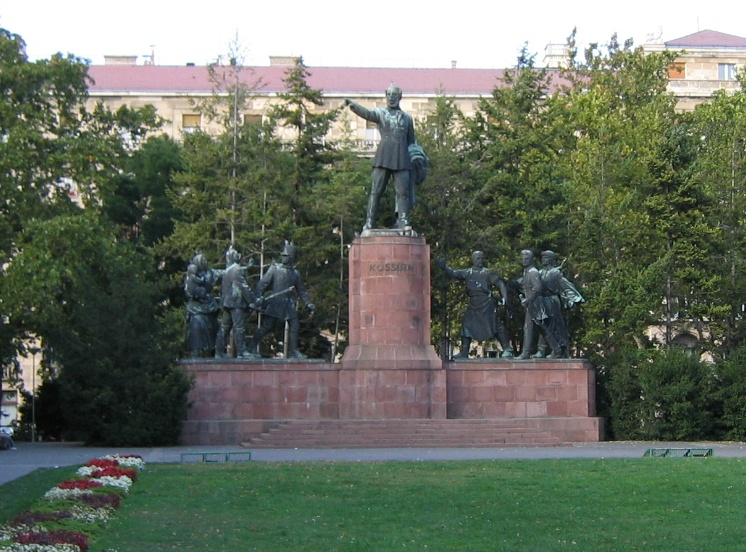
Kossuth-Denkmal

Zsigmond Kisfaludi Strobl (* 1. Juli 1884 in Alsórajk, Österreich-Ungarn; † 14. August 1975 in Budapest) war ein ungarischer Bildhauer. Er gilt als einer der bekanntesten bildenden Künstler Ungarns.

## Leben
Strobl besuchte die Ungarische Akademie der Bildenden Künste und war von 1901 bis 1905 Schüler von Mátrai Lajos und Lóránfi Antal (1856–1927). Während seines Studiums arbeitete er im Studio von Alajos Stróbl (1856–1926) und Eduard „Ede“ Telcs (1872–1948). Anschließend ging er an die Staatsgewerbeschule in Wien, um nach seiner Rückkehr die Moholy-Nagy-Universität für Kunsthandwerk und Gestaltung in Budapest zu besuchen, wo er Schüler von Béla Radnai (1873–1923) war.
1911 schuf er „Finale“, ein Werk aus drei Akten, für das er 1912 einen Preis gewann, der ihm eine Studienreise nach Italien, Frankreich und Belgien ermöglichte. Seine damaligen Arbeiten galten als von Adolf von Hildebrand beeinflusst.
Am Ersten Weltkrieg nahm Stróbl als Soldat teil. Nach dem Krieg schuf er zahlreiche Büsten von Persönlichkeiten der 1920er und 1930er Jahre, wie Königin Elisabeth II., Somerset Maugham oder George Bernard Shaw. Danach wandte er sich den Verhältnissen seines eigenen Landes zu und schuf eine Reihe von monumentalen Denkmälern.
Zu seinen bekanntesten Werken zählen das Freiheitsdenkmal auf dem Gellérthügel in Budapest, das 1947 errichtet wurde, die Statue von Lajos Kossuth beim ungarischen Parlament sowie die Geburt der Venus von 1926. In der Ungarischen Nationalgalerie wird unter anderem seine David-Statue gezeigt.